# معادلة هاريس بينديكت
معادلة هاريس بينديكت أو مبدأ هاريس بينديكت (بالإنجليزية: Harris–Benedict equation) هي معادلة تستخدم لحساب معدل الأيض الأساسي (بالإنجليزية: basal metabolic rate) (اختصارا BMR) للجسم والتي يتم قياسها بالسعرات الحرارية، وبعد حساب معدل الأيض الأساسي يتم ضربها بمعامل مستوى النشاط (activity level). تستخدم المعادلة لمساعدة الأشخاص الذين يرغبون بخفض أوزانهم أو الحفاظ عليها. بعد قياس الكميات المطلوب استهلاكها لكل حالة

## تاريخ المعادلة
معادلة هاريس بينديكت ظهرت من دراسة التي أشرف عليها جيمس ارثر هاريس وفرانسيس ج بينديكت التي نشرت عام 1919 من معهد كارنيجي للعلوم في واشنطن في رسالة بحثية. حسّنت مراجعة عام 1984 دقة هذه المعادلة. نشر ميفلين وآخرون معادلة أكثر تنبؤًا بأنماط الحياة الحديثة عام 1990. أنتجت أبحاث لاحقة مقدرات لمعدل الأيض الأساسي تأخذ في الاعتبار كتلة الجسم النحيل.

## حساب مُعَدَّل الأيض الأساسي (BMR)
المعادلة الأساسية والتي نشرت عام 1918 و 1919:
| BMR حساب للرجال (متري)     | BMR = 66.5 + (13.75 × الوزن بالكيلوغرام) + (5.003 × الطول "سم") – (6.755 × العمر بالسنة)  |
| BMR حساب للرجال (imperial) | BMR = 66 + (6.2 × الوزن ب الباوند) + (12.7 × الطول بال إنش) – (6.76 × العمر بالسنة)       |
| BMR حساب للنساء (متري)     | BMR = 655.1 + (9.563 × weight in kg) + (1.850 × الطول "سم") – (4.676 × العمر بالسنة)      |
| BMR حساب للنساء (imperial) | BMR = 655.1 + (4.35 × weight in pounds) + (4.7 × height in inches) - (4.7 × العمر بالسنة) |

المعادلة تمت مراجعتها من روزا وشيزغال عام 1984:
| الرجال | BMR = 88.362 + (13.397 × weight in kg) + (4.799 × height in cm) - (5.677 × age in years) |
| النساء | BMR = 447.593 + (9.247 × weight in kg) + (3.098 × height in cm) - (4.330 × age in years) |

مدى الثقة 95٪ للرجال هو ±213.0 سعرة حرارية/اليوم، وللنساء هو ±201.0 سعرة حرارية/اليوم.
معادلات هاريس–بينيديكت التي تم تعديلها من قبل ميفلين وسانت جيور في عام 1990:
| الرجال | BMR = (10 × weight in kg) + (6.25 × height in cm) – (5 × age in years) + 5   |
| النساء | BMR = (10 × weight in kg) + (6.25 × height in cm) – (5 × age in years) – 161 |

## تحديد الكمية الموصى بها DR
الجدول التالي يتيح حساب الفرد الموصى به يوميا من السعرات الحرارية للحفاظ على الوزن الحالي.
| القليل من أو لا يوجد تدريب بدني            | السعرات الحرارية اليومية المطلوبة = BMR × 1.2   |
| تمرين خفيف (1–3 أيام في الأسبوع)           | السعرات الحرارية اليومية المطلوبة = BMR × 1.375 |
| تمرين معتدل (3–5 أيام في الأسبوع)          | السعرات الحرارية اليومية المطلوبة = BMR × 1.55  |
| تمرين كثيف (6–7 أيام في الأسبوع)           | السعرات الحرارية اليومية المطلوبة = BMR × 1.725 |
| تمرين كثيف جداً (مرتان يوميًا، تمارين شديدة) | السعرات الحرارية اليومية المطلوبة = BMR × 1.9   |

## مشاكل في استخدام النظام الغذائى
في معادلة حساب الأيض الأساسي لا يتم أخذ تركيبة الجسد في الحسبان فقد يحصل شخص ذو كتلة عضلية كبيرة على نتيجة مطابقة لأخر ذو كمية دهون مرتفعة لأن كلاهما يملكان وزناً مطابقاً فالوزن والعمر والجندر مثل الدهون والعضل تتطلب كميات مختلفة من السعرات الحرارية فمعدل توازن الطاقة لن يكون دقيقاً في حالات مشابهة